# Klaus Dieter John
Klaus Dieter John (* 13. Juli 1952 in Wiesbaden; † 21. Mai 2014) war ein deutscher Ökonom und Professor für Volkswirtschaftslehre. Er hatte den Lehrstuhl für Wirtschaftspolitik an der TU Chemnitz inne. Seine Hauptforschungsgebiete waren die Geld- und Kredittheorie sowie die Umweltökonomik.
John kam Anfang der 1990er Jahre nach Chemnitz und wurde Mitte der 1990er Jahre Dekan der Fakultät für Wirtschaftswissenschaften. Zuvor hatte er an der Universität Mainz gearbeitet und einige Jahre als Professor in den USA verbracht. Er war Mitglied des Fakultätsrats der Fakultät für Wirtschaftswissenschaften der TU Chemnitz und in den letzten Jahren Mitveranstalter des Chemnitzer Symposiums „Europa und Umwelt“. Er war u. a. Übersetzer des Lehrbuchs „Makroökonomik“ von N. Gregory Mankiw aus dem Englischen ins Deutsche.
John war verheiratet und Vater mehrerer Kinder. Er starb am 21. Mai 2014 nach schwerer Krankheit.

## Veröffentlichungen (Auswahl)
- Europäische Umweltpolitik, Shaker Verlag, Aachen, 2007
- Arbeitsbuch Makroökonomik, Schaeffer-Poeschel, Stuttgart, 2004
- Volkswirtschaftliche Gesamtrechnung, Michael Frenkel, Klaus Dieter John, Verlag Franz Vahlen, München, 2011